# Seznam nizozemských výsadkových lodí

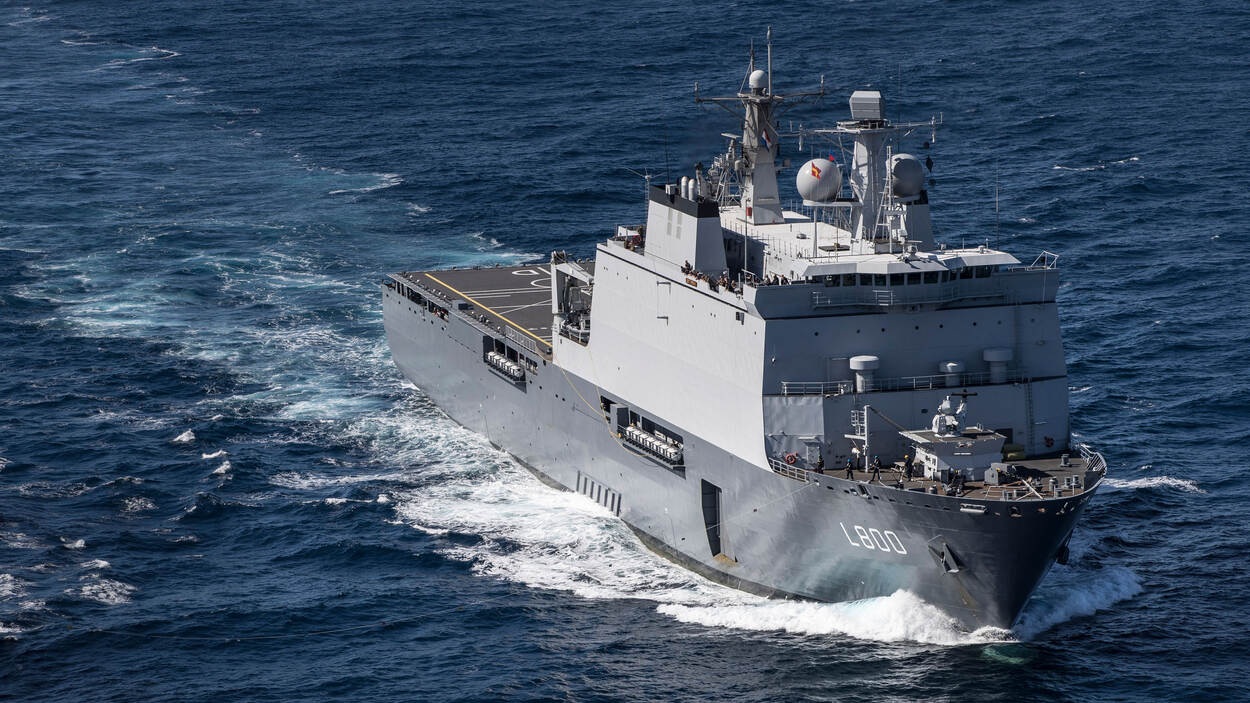
Zr. Ms. Rotterdam (L800)

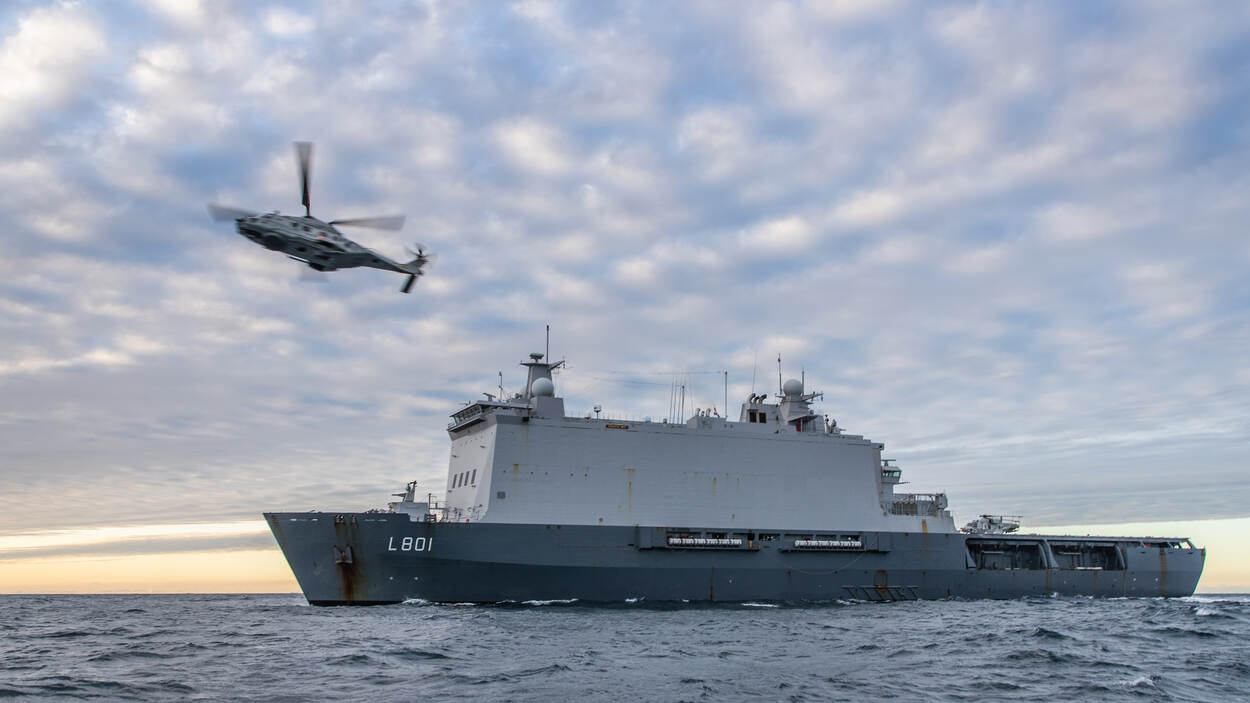
Zr. Ms. Johan de Witt (L801)

Seznam nizozemských výsadkových lodí zahrnuje všechny výsadkové lodě, které sloužily nebo slouží u Nizozemského královského námořnictva.

## Tankové výsadkové lodě

### TřídaLST (3)
- HNLMS LST 3010 - vyřazena

## Výsadkové dokové lodě

### TřídaRotterdam
- HNLMS Rotterdam (L800) - aktivní
- HNLMS Johan de Witt (L801) - aktivní